# WifiLeaks
WifiLeaks fue un programa de televisión español de entretenimiento, humor y actualidad emitido en el canal #0 de Movistar+ y presentado por Patricia Conde y Ángel Martín, quienes informan de manera humorística cuáles son las recientes innovaciones tecnológicas, las principales novedades científicas y las últimas tendencias en redes sociales, mediante multitud de sketches en los que parodian los temas tratados. WifiLeaks (también conocido como WifiLeaks: noticias del futuro) se emite desde el 19 de marzo de 2018 hasta el 31 de diciembre de 2018, con un total de dos temporadas y 112 episodios de 25 minutos aproximadamente. WifiLeaks supone el reencuentro y la vuelta de ambos presentadores a la televisión, en un mismo programa, por primera vez tras que dejase de emitirse Sé lo que hicisteis en La Sexta.

## Historia
WifiLeaks (o WifiLeaks: noticias del futuro) es un programa de televisión español producido por The Pool en colaboración con Movistar+. La productora The Pool nace de la escisión de Globomedia (productora de Sé lo que hicisteis), donde cada uno de los cinco socios fundadores (Emilio Aragón, Andrés Varela Entrecanales, José Miguel Contreras, Daniel Écija y Manuel Valdivia) cesan su actividad, venden sus acciones, y forman nuevas productoras. La nueva productora The Pool surge por parte de Andrés Varela, y entre sus nuevos directivos y trabajadores hay muchos que están relacionados con su etapa anterior en Globomedia, destacando Miki Nadal, Nacho Iturbe, Hugo Écija, Alfonso Mardones, etc.
El 24 de enero del 2018, Movistar+ anuncia que, siete años después de que terminara Sé lo que hicisteis, la pareja cómica formada por Patricia Conde y Ángel Martín vuelve conjuntamente a la televisión para presentar WifiLeaks, un nuevo programa diario de humor en el canal de pago #0. El 19 de marzo de 2018, Movistar+ estrena WifiLeaks, un programa de 30 minutos en el que hay noticias, reportajes, sketches y humor con el que se trata de explicar mediante la parodia cuáles son las innovaciones tecnológicas, las principales novedades científicas y las últimas tendencias en redes sociales. Una de las novedades de WifiLeaks es que tiene un colaborador "creado" a través de inteligencia artificial, fruto de la tecnología de realidad virtual y captación de movimiento desarrollada por la productora The Pool. Este colaborador, llamado Wireless José, está interpretado por un actor que pone voz y movimiento al personaje a través de esta nueva tecnología. Otra de las características más importantes de WifiLeaks es que cada capítulo del programa tiene numerosos sketches en los que Patricia y Ángel parodian algún tema de actualidad junto a los famosos invitados en cada programa. Otros de los colaboradores del programa son el humorista José Lozano, el monologuista Joseba Pérez, el productor musical Jaime Altozano y la especialista en noticias falsas Clara Jiménez. El programa emitió un total de dos temporadas y 112 episodios. La primera temporada se emitió de lunes a jueves a las 20:30h, desde el 19 de marzo hasta el 7 de junio de 2018; y la segunda temporada se emitió de lunes a jueves a las 21:00h, desde el 10 de septiembre hasta el 31 de diciembre de 2018.

## Secciones
- Monólogo de entrada: Patricia Conde entra en plató y hace un breve monólogo diario en el que repasa y explica cuáles son las noticias más destacadas de la jornada. A continuación, Patricia presenta a Ángel Martín para que entre a plató y comience el programa tras la frase "Que comience WifiLeaks".
- Sketches: Patricia y Ángel, en la mesa del plató, diariamente explican las diferentes noticias, leen los titulares más curiosos, dan paso a videos, y realizan diferentes sketches en los que parodian los diferentes temas tratados en el programa. En cada programa se realizan numerosos sketches en donde Patricia y Ángel parodian y hacen humor con algún tema de la actualidad, junto a los famosos invitados cada día. De esta manera, cada episodio cuenta con numerosos invitados que participan en estos sketches humorísticos. Algunos de estos invitados han sido: Mercedes Milá, Carlos Bardem, Eva Hache, Fernando Tejero, Miki Nadal, Carles Francino, Pablo Carbonell, el grupo Carolina Durante, María Adánez, Wismichu, Ignatius, o la youtubera “Soy Una Pringada”, entre otros.[4] En los sketches también suelen aparecer los colaboradores José Lozano y Joseba Pérez, y también es normal que otros trabajadores del equipo de WifiLeaks (que habitualmente no salen en pantalla) interpreten algún papel en los sketches diarios del programa, convirtiéndose alguno de ellos en personajes notorios habituales del programa tras aparecer en pantalla en reiteradas ocasiones. Algunos sketches tienen una temática fija o personajes propios que aparecen en varios episodios, como por ejemplo "Patigrammer", "Entrevista con fiambres" o "Entendiendo el mundo".
- "El tiempo en redes": Sección del colaborador artificial Wireless José, quien analiza las últimas novedades y tendencias en redes sociales.
- "Malditobulo": Sección de la colaboradora Clara Jiménez, quien analiza todos los lunes cuáles han sido las noticias falsas que han sido virales en redes sociales durante la semana.
- "Sr. Lobo de sonidos": Sección del colaborador Jaime Altozano, quien todos los jueves ilustra y realiza experimentos en plató sobre producción musical.
- "Wifi McClure": Vídeo-reportaje en forma de cómic que explica cuál es el significado de algún término o tecnicismo, a modo de diccionario.
- "¿Quién es quién?": Video-reportaje en forma de cómic que, diariamente, explica la biografía de alguna persona renombrable actualmente.
- "Las noticias que no nos cabían": Sección diaria donde Patricia y Ángel leen los titulares de otras noticias curiosas, que no han sido tratadas en profundidad durante el programa, desde un punto de vista humorístico.

## Colaboradores

### Presentadores del programa
- Patricia Conde: presentadora del programa que, de manera humorística, interpreta un personaje inocente e infantil que no entiende la actualidad, pero aun así la critica y comenta.

- Ángel Martín: presentador del programa que, de manera humorística, comenta en un tono crítico y sarcástico cuáles son las principales noticias científicas, las recientes innovaciones tecnológicas y las últimas tendencias en redes sociales, subrayando los aspectos más absurdos y divertidos de las mismas. Su personaje en el programa era el de un hombre muy pasota, que no entiende la inocencia del personaje de Patricia, y que normalmente se suele quejar de su trabajo, no tener el mínimo interés por lo que habla y estar harto de las continuas locuras de su compañera.

### Colaboradores
- Wireless José: es un colaborador “creado" a través de inteligencia artificial, que trata de poner orden entre Ángel y Patricia, y es el encargado de la sección “El tiempo en redes”, donde analiza las últimas novedades y tendencias en redes sociales. Wireless José es fruto de la tecnología de realidad virtual y la tecnología de captación de movimiento desarrollada por la productora The Pool. Detrás de la pantalla, Wireless José está interpretado por un actor que le pone voz y se mueve para darle vida. En la primera temporada, Wireless José es interpretado por Fernando García Cabrera, y en la segunda temporada lo interpreta José Lozano.
- José Lozano: es un colaborador del programa, guionista del mismo, que aparece en la mayoría de los sketches del programa interpretando a diferentes personajes. José Lozano ya había trabajado anteriormente como colaborador y guionista en Sé lo que hicisteis, y posteriormente en Dar cera, pulir 0.
- Joseba Pérez: es un colaborador del programa, guionista del mismo, que aparece en la mayoría de los sketches del programa interpretando a diferentes personajes. También es el encargado de animar al público antes de la grabación del programa, realizando un pequeño monólogo e interactuando con ellos.
- Jaime Altozano: es un colaborador del programa, encargado de la sección "Sr. Lobo de sonidos", donde todos los jueves ilustra y realiza experimentos en plató sobre producción musical.
- Clara Jiménez: es una colaboradora del programa, encargada de la sección "Malditobulo", donde todos los lunes analiza cuáles han sido las noticias falsas que han sido virales en redes sociales durante la semana.

### Miembros del equipo
Normalmente, también suelen aparecer en el programa otros miembros del equipo que trabajan en la producción del programa. Es normal que diariamente, durante la emisión del programa, Patricia o Ángel mencionen o hagan referencia a algún miembro del equipo de WifiLeaks, o que estos mismos aparezcan en pantalla en alguno de los sketches del programa. Además, algunos de los trabajadores de WifiLeaks ya habían trabajado anteriormente con Patricia y Ángel en el programa Sé lo que hicisteis. Algunos de estos casos son: Tino Vega (sampler), Cristina Escudero "Chispi" (realizadora), Mario Araque (maquillador), etc.

## Invitados

### Temporada 1
| Programa | Fecha                          | Nombre del capítulo                       | Invitados |
| -------- | ------------------------------ | ----------------------------------------- | --------- |
| 1        | 19 de marzo de 2018            | El ansiado reencuentro                    |           |
| 2        | 20 de marzo de 2018            | Alergia nada virtual                      |           |
| 3        | 21 de marzo de 2018            | Facebook y el Laurel                      |           |
| 4        | 22 de marzo de 2018            | El día que Ángel plantó cara a...         |           |
| 5        | 26 de marzo de 2018            | Día del clima                             |           |
| 6        | 27 de marzo de 2018            | Un mundo sin calvos                       |           |
| 7        | 28 de marzo de 2018            | Más tonto que un palo                     |           |
| 8        | 29 de marzo de 2018            | ¿Y si somos avatares?                     |           |
| 9        | 2 de abril de 2018             | Somos una repetición                      |           |
| 10       | 3 de abril de 2018             | El botón                                  |           |
| 11       | 4 de abril de 2018             | Robots de compañía                        |           |
| 12       | 5 de abril de 2018             | Gente que lo ha petado                    |           |
| 13       | 9 de abril de 2018             | El método científico                      |           |
| 14       | 10 de abril de 2018            | Robadnos más datos, por favor             |           |
| 15       | 11 de abril de 2018            | Y Zuckerberg, por fin, habló              |           |
| 16       | 12 de abril de 2018            | Espejico oscuro                           |           |
| 17       | 16 de abril de 2018            | Primer enviado espacial                   |           |
| 18       | 17 de abril de 2018            | ¿Quién fue Lisa Meitner?                  |           |
| 19       | 18 de abril de 2018            | La alcaldesa robot                        |           |
| 20       | 19 de abril de 2018            | Darwin y el anís                          |           |
| 21       | 23 de abril de 2018            | San Jordi vs Daenerys                     |           |
| 22       | 24 de abril de 2018            | Los peligros de la inteligencia...        |           |
| 23       | 25 de abril de 2018            | Superdobécil                              |           |
| 24       | 26 de abril de 2018            | Energía porcina                           |           |
| 25       | 30 de abril de 2018            | ¿Nos mamamos?                             |           |
| 26       | 2 de mayo de 2018              | Just Love                                 |           |
| 27       | 3 de mayo de 2018              | Solidaridad con Pepa Pig                  |           |
| 28       | 7 de mayo de 2018              | De nadadores y crustáceos                 |           |
| 29       | 8 de mayo de 2018              | El genio del día                          |           |
| 30       | 9 de mayo de 2018              | Fake news                                 |           |
| 31       | 10 de mayo de 2018             | No tengo Facebook                         |           |
| 32       | 14 de mayo de 2018             | ¡España siempre pierde!                   |           |
| 33       | 15 de mayo de 2018             | ¿Qué fue de Neo y Trinity?                |           |
| 34       | 16 de mayo de 2018             | El Titanic era un submarino               |           |
| 35       | 17 de mayo de 2018             | Un programa bonito                        |           |
| 36       | 21 de mayo de 2018             | ¿Seremos inmortales?                      |           |
| 37       | 22 de mayo de 2018             | Los Mayochup                              |           |
| 38       | 23 de mayo de 2018             | ¡Niño, deja los deberes!                  |           |
| 39       | 24 de mayo de 2018             | Yo de Facebook pasando                    |           |
| 40       | 28 de mayo de 2018             | Todo sigue igual                          |           |
| 41       | 29 de mayo de 2018             | Carne cruda para lobos                    |           |
| 42       | 30 de mayo de 2018             | ¿Brad Pitt o Ramón García?                |           |
| 43       | 31 de mayo de 2018             | Atracos con datáfono                      |           |
| 44       | 4 de junio de 2018             | Fútbol y extraterrestres                  |           |
| 45       | 5 de junio de 2018             | Entrevistas con fiambres                  |           |
| 46       | 6 de junio de 2018             | El ministro astronauta                    |           |
| 47       | 7 de junio de 2018............ | ¡Hasta septiembre wifiLovers!............ |           |

### Temporada 2
| Programa | Fecha                    | Nombre del capítulo                  | Invitados |
| -------- | ------------------------ | ------------------------------------ | --------- |
| 1        | 10 de septiembre de 2018 | Misterio resuelto                    |           |
| 2        | 11 de septiembre de 2018 | Los experimentos de Patricia         |           |
| 3        | 12 de septiembre de 2018 | El regreso de Patrigrammer           |           |
| 4        | 13 de septiembre de 2018 | My Instagram, my rules               |           |
| 5        | 17 de septiembre de 2018 | Pepe Viyuela y las bombas            |           |
| 6        | 18 de septiembre de 2018 | Día mundial de hacer dinero          |           |
| 7        | 19 de septiembre de 2018 | Solo noticias bonitas                |           |
| 8        | 20 de septiembre de 2018 | Querida langosta                     |           |
| 9        | 24 de septiembre de 2018 | Paciencia la mía                     |           |
| 10       | 25 de septiembre de 2018 | Romeo y Julieta versión millenial    |           |
| 11       | 26 de septiembre de 2018 | El diablo                            |           |
| 12       | 27 de septiembre de 2018 | Una Tierra sin hielo                 |           |
| 13       | 1 de octubre de 2018     | El futuro de Clara Campoamor         |           |
| 14       | 2 de octubre de 2018     | ¿Por qué gritan las salchichas?      |           |
| 15       | 3 de octubre de 2018     | El futuro ya está aquí               |           |
| 16       | 4 de octubre de 2018     | WifiLeaks sin Patricia               |           |
| 17       | 8 de octubre de 2018     | WifiLeaks sin Patricia               |           |
| 18       | 9 de octubre de 2018     |                                      |           |
| 19       | 10 de octubre de 2018    |                                      |           |
| 20       | 11 de octubre de 2018    | Eva H es Edith Piaf                  |           |
| 21       | 15 de octubre de 2018    | El algoritmo del protocolo           |           |
| 22       | 16 de octubre de 2018    | ¿Quién descubrió España?             |           |
| 23       | 17 de octubre de 2018    | La marihuana y el ladrillo           |           |
| 24       | 18 de octubre de 2018    | Verdi para millenials                |           |
| 25       | 22 de octubre de 2018    | Inventos, bulos y verdades a medias  |           |
| 26       | 23 de octubre de 2018    | Patricia Conde ha muerto             |           |
| 27       | 24 de octubre de 2018    | Fiesta de la varicela                |           |
| 28       | 25 de octubre de 2018    | Picasso para millenials              |           |
| 29       | 29 de octubre de 2018    | Los cronobiólogos                    |           |
| 30       | 30 de octubre de 2018    | Dentro de la conspiración            |           |
| 31       | 31 de octubre de 2018    |                                      |           |
| 32       | 1 de noviembre de 2018   | Desmontando el terror                |           |
| 33       | 5 de noviembre de 2018   |                                      |           |
| 34       | 6 de noviembre de 2018   | Cuqui-consejos sobre selfies         |           |
| 35       | 7 de noviembre de 2018   | El Hormiguero pobre                  |           |
| 36       | 8 de noviembre de 2018   | Arde WifiLeaks                       |           |
| 37       | 12 de noviembre de 2018  | Andy Warhol                          |           |
| 38       | 13 de noviembre de 2018  | Julián Villagrán                     |           |
| 39       | 14 de noviembre de 2018  | Fernando Tejero                      |           |
| 40       | 15 de noviembre de 2018  | Música para gallinas                 |           |
| 41       | 19 de noviembre de 2018  | Rosalía y la jotrap                  |           |
| 42       | 20 de noviembre de 2018  | Patigramer y sus mascotas            |           |
| 43       | 21 de noviembre de 2018  | Estupidez artificial con Carles...   |           |
| 44       | 22 de noviembre de 2018  | Soy una pringada en WifiLeaks        |           |
| 45       | 26 de noviembre de 2018  | Alicia maldice a Carroll             |           |
| 46       | 27 de noviembre de 2018  | Muerte a los stalkeadores            |           |
| 47       | 28 de noviembre de 2018  | Salerosidad genética                 |           |
| 48       | 29 de noviembre de 2018  | Sentinel, ciudad de vacaciones       |           |
| 49       | 3 de diciembre de 2018   | ¡Nacho Vigalondo y Esti Quesada...   |           |
| 50       | 4 de diciembre de 2018   | El ADN del plátano                   |           |
| 51       | 5 de diciembre de 2018   | Patinete furioso                     |           |
| 52       | 6 de diciembre de 2018   | Superviral en un futuro cercano      |           |
| 53       | 10 de diciembre de 2018  | Y llegamos al 100                    |           |
| 54       | 11 de diciembre de 2018  | Carolina Durante y Ro en la red      |           |
| 55       | 12 de diciembre de 2018  | En el Psicólogo con Fernando...      |           |
| 56       | 13 de diciembre de 2018  | James Bond con Bardem y Unax...      |           |
| 57       | 17 de diciembre de 2018  | La inmortalidad de las medusas       |           |
| 58       | 18 de diciembre de 2018  | Androide corrector, por Esti Quesada |           |
| 59       | 19 de diciembre de 2018  | Carmena, Broncano y Forocoches       |           |
| 60       | 20 de diciembre de 2018  | Ludopatía y dopamina                 |           |
| 61       | 24 de diciembre de 2018  | Nochebuena en WifiLeaks              |           |
| 62       | 25 de diciembre de 2018  | Navidad en clave viral               |           |
| 63       | 26 de diciembre de 2018  | Gurruchaga en una pajarería rusa     |           |
| 64       | 27 de diciembre de 2018  | Amarna Miller cae en la trampa       |           |
| 65       | 31 de diciembre de 2018  | Fin de Año en WifiLeaks              |           |